# Espiga de Oro
L'Espiga de Oro ou Épi d'or (ou Golden Spike en anglais) est la plus haute récompense du Festival international du film de Valladolid.

## Palmarès
- En 1961 : Et l'amour pend au gibet (Am Galgen hängt die Liebe) d'Edwin Zbonek
- En 1966 : Shock Corridor de Samuel Fuller
- En 1969 : Żywot Mateusza de Witold Leszczyński
- En 1970 : Nojo aos Cães d'António de Macedo
- En 1974 : Harold et Maude (Harold and Maude) de Hal Ashby
- En 1975 : Violence et Passion (Gruppo di famiglia in un interno) de Luchino Visconti
- En 1976 : La Terre de la grande promesse (Ziemia obiecana) d'Andrzej Wajda
- En 1977 : Providence d'Alain Resnais
- En 1978 : Pourquoi pas ! de Coline Serreau
- En 1979 : Le strelle nel fosso de Pupi Avati
- En 1980 : Sluzhebno polozhenie-ordinaretz de Kiran Kolarov
- En 1981 : Eles Não Usam Black-Tie de Leon Hirszman
- En 1982 : Ana de Margarida Cordeiro et António Reis
- En 1983 : Affaire classée (Kharij) de Mrinal Sen
- En 1984 : ex æquo Man of Flowers de Paul Cox et Les Moissons du printemps (Racing with the Moon) de Richard Benjamin
- En 1985 : Åke och hans värld d'Allan Edwall
- En 1986 : ex æquo Mona Lisa de Neil Jordan et Le Sacrifice (Offret) d'Andreï Tarkovski
- En 1987 : Demain c'était la guerre (Завтра была война, Zavtra byla voyna) de Iouri Kara
- En 1988 : Distant Voices, Still Lives de Terence Davies
- En 1989 : Ha-Kayitz Shel Aviya de Eli Cohen
- En 1990 : Judou de Zhang Yimou et Yang Fengliang
- En 1991 : ex æquo Thelma et Louise (Thelma and Louise) de Ridley Scott et The Adjuster  d'Atom Egoyan
- En 1992 : ex æquo Léolo de Jean-Claude Lauzon et Une longue journée qui s'achève (The Long Day Closes) de Terence Davies
- En 1993 : La Stratégie de l'escargot (La estrategia del caracol) de Sergio Cabrera
- En 1994 : Au travers des oliviers (Zire darakhatan zeyton) d'Abbas Kiarostami
- En 1995 : L'Amérique des autres (Someone Else's America) de Goran Paskaljević
- En 1996 : La Promesse des Frères Dardenne
- En 1997 : De beaux lendemains (The Sweet Hereafter) d'Atom Egoyan
- En 1998 : My Name Is Joe de Ken Loach
- En 1999 : Fish and Chips (East Is East) de Damien O'Donnell
- En 2000 : ex æquo Requiem for a Dream de Darren Aronofsky et La ville est tranquille de Robert Guédiguian
- En 2001 : Italian for Beginners (Italiensk for begyndere) de Lone Scherfig
- En 2002 : Sweet Sixteen de Ken Loach
- En 2003 : ex æquo Osama de Siddiq Barmak et Sang et Or (Talaye sorkh) de Jafar Panahi
- En 2004 : Locataires (Bin-jip) de Kim Ki-duk
- En 2005 : Au lit (En la cama) de Matías Bize
- En 2006 : Optimisti de Goran Paskaljević
- En 2007 : 14 kilomètres (14 kilómetros) de Gerardo Olivares
- En 2008 : Estômago de Marcos Jorge
- En 2009 : Medeni mesec de Goran Paskaljević
- En 2010 : ex æquo Sin retorno de Miguel Cohan et Copie conforme d'Abbas Kiarostami
- En 2011 : Hasta la vista de Geoffrey Enthoven
- En 2012 : Les Chevaux de Dieu de Nabil Ayouch
- En 2013 : Tôkyô kazoku de Yōji Yamada
- En 2014 : Fin de partie de Tal Granit et Sharon Maymon
- En 2015 : Béliers (Hrútar) de Grímur Hákonarson
- En 2016 : Folles de joie (La pazza gioia) de Paolo Virzi
- En 2017 : Le Caire confidentiel (The Nile Hilton Incident) de Tarik Saleh
- En 2018 : Genèse de Philippe Lesage
- En 2019 : Öndög de Wang Quan'an